# トゥナイト (テレビ番組)
『トゥナイト』は、1980年（昭和55年）10月6日から1994年（平成6年）3月31日までテレビ朝日系列局で放送されたテレビ朝日制作のワイドショー。

## 概要
過去にテレビ朝日が制作・放送していた『23時ショー』の流れを汲む深夜番組として放送開始。
『23時ショー』と同様に情報番組の要素とバラエティ番組の要素双方を併せ持っていたが、この番組は情報面をより強化した内容で放送されていた。司会は、番組放送開始から終了まで一貫して作家の利根川裕が務めた。週4日編成で、基本的には55分番組として放送されていたが、1985年9月11日にロス疑惑の三浦和義が逮捕されたのを受け、緊急報道特別番組の形で35分延長し、1時間30分の放送を行ったことがある。
番組は、放送開始から半年後に始まった映画監督の山本晋也による風俗街リポートで、山本がリポート時に発していた「ほとんどビョーキ」というフレーズは、当時の流行語にもなった。他方、「未成年の性犯罪」、「薬物汚染問題やロス疑惑」、「豊田商事の永野一男会長の殺害事件」、「日本航空123便墜落事故」（1985年）など、政治・事件・事故など社会的に関心の強い硬派な内容にも積極的な取材を続けたため、ワイドショーの特性を生かしたニュース性も強みがあり、ナイトショーとしての制作スタンスを頑なに守り続けた。また、初期においては田原総一朗などによる政治討論の企画もしばしば組まれており、現在放送中の『朝まで生テレビ!』のような田原司会の討論番組の土壌を築いた番組でもあった（この事が関係してか、『朝生』の第1回目では利根川が討論司会を務めていた）。
1980年代中盤になると深夜番組の過激化が社会問題となり当時、総理大臣を務めていた中曽根康弘の深夜番組の自粛要請によって地上波のコンプライアンスが厳しくなった。番組にレギュラー出演していた南 美希子も「やはり、当時の中曽根康弘首相のお色気番組自粛要請の“鶴の一声”は大きかったです。」と振り返っている。
番組は13年半にわたって放送され続けたが、1994年4月4日に『トゥナイト2』と題してリニューアルされた。

## 放送時間
いずれもJST。
- 毎週月曜 - 木曜 23:25 - 翌0:20 （1980年10月6日 - 1992年4月2日）
  - 『大相撲ダイジェスト』放送時は27分繰り下げて放送。
- 毎週月曜 - 木曜 23:55 - 翌0:50 （1992年4月6日 - 1994年3月31日）
  - 『ネオドラマ』枠が編成されたのに伴い、従前より30分繰り下げられた。『大相撲ダイジェスト』放送時は『ネオドラマ』休止となる関係で、3分繰り上げて放送。

## 出演者

### 司会
- 利根川裕（1980年10月6日 - 1994年3月31日）

### アシスタント
- 山口敏枝（1980年10月6日 - 1981年3月）
- 西村知江子 （1981年4月 - 1985年9月）
- 南美希子（当時テレビ朝日アナウンサー、1985年10月 - 1986年3月）
- 松川裕美（1986年4月 - 1988年9月）
- 雪野智世（当時テレビ朝日アナウンサー、1988年10月 - 1989年9月、司会降板後もリポーターとしてレギュラー出演）
- 門村幸夜（1989年10月 - 1990年9月）
- 山崎尚子（1990年10月 - 1993年3月）
- 玉利かおる（1993年4月 - 1994年3月31日）

### その他の出演者（リポーターなど）
- 渡辺宜嗣（当時テレビ朝日アナウンサー、1980年10月 - 1985年9月までサブ司会格で出演）
- 山本晋也（1981年4月から出演、担当コーナー名「中年・晋也の真面目な社会学」）
- 田原総一朗
- 福富太郎
- 玉木正之
- 寺崎貴司（テレビ朝日アナウンサー、1988年4月 - 1992年9月までサブ司会格で出演）
- 辻よしなり（当時テレビ朝日アナウンサー）
- 乱一世
- 生江有二
- 野沢直子
- 青木愛
- 高尾晶子
- せがわきり
- 勝谷誠彦
- ほか

## オープニングテーマ
- シャカタク「Night Birds」
- MIDNIGHT FOX「トゥナイト(Misty Tonight)」[4]

## 歴代エンディングテーマ
- TONIGHT’S THE NIGHT（刀根麻理子）
- 黄昏をワインに染めて（桑江知子）
- 365の夜と昼（坪倉唯子）
- 眠る、眠る、眠る（河合奈保子）
- 帰りたくない夜（麻生詩織）
- 夜の数だけ愛しているから（清水綾子）
- 会いたい（沢田知可子）
- 何処へゆくの（青木愛）
- 熱海あたりで（八代亜紀・桂三枝）
- 忘れたくない恋（五輪真弓）
- サヨナラから始めよう（T-BOLAN）
- 眠れない夜を抱いて（ZARD）
- 君の素敵にHALLELUJAH（松田博幸）
- I Will Wait For You（TWINZER）
- 7月の雨なら（西脇唯）
- 抱きしめても止まらない（松田樹利亜）
- おまえは夢の中〜1994〜（Love）
- あなたとなら ～君がいれば～（立河宜子）
- 君がいれば～あなたとなら～（永岡昌憲）

## ネット局

### 番組終了時のネット局
| 放送地域       | 放送局                   | 系列           | 備考                                           |
| -------------- | ------------------------ | -------------- | ---------------------------------------------- |
| 関東広域圏     | テレビ朝日（ANB）        | テレビ朝日系列 | 制作局                                         |
| 北海道         | 北海道テレビ（HTB）      | テレビ朝日系列 |                                                |
| 青森県         | 青森朝日放送（ABA）      | テレビ朝日系列 | 1991年10月1日開局から                          |
| 宮城県         | 東日本放送（KHB）        | テレビ朝日系列 |                                                |
| 秋田県         | 秋田朝日放送（AAB）      | テレビ朝日系列 | 1992年10月1日から                              |
| 山形県         | 山形テレビ（YTS）        | テレビ朝日系列 | 1993年4月1日のFNSからANNへのネットチェンジから |
| 福島県         | 福島放送（KFB）          | テレビ朝日系列 | 1981年10月1日開局から                          |
| 新潟県         | 新潟テレビ21（NT21）     | テレビ朝日系列 | 1983年10月1日開局から                          |
| 長野県         | 長野朝日放送（ABN）      | テレビ朝日系列 | 1991年4月1日開局から                           |
| 静岡県         | 静岡朝日テレビ（SATV）   | テレビ朝日系列 |                                                |
| 石川県         | 北陸朝日放送（HAB）      | テレビ朝日系列 | 1991年10月1日開局から                          |
| 中京広域圏     | 名古屋テレビ （NBN）     | テレビ朝日系列 |                                                |
| 広島県         | 広島ホームテレビ（HOME） | テレビ朝日系列 |                                                |
| 香川県・岡山県 | 瀬戸内海放送（KSB）      | テレビ朝日系列 |                                                |

### 途中打ち切りのネット局
いずれも『ネオドラマ』の編成開始および九州朝日放送制作の『ドォーモ』の放送時間繰り上げに伴い、1992年4月2日放送分をもってネット打ち切り。
| 放送地域 | 放送局              | 系列           | 備考                        |
| -------- | ------------------- | -------------- | --------------------------- |
| 福岡県   | 九州朝日放送（KBC） | テレビ朝日系列 |                             |
| 長崎県   | 長崎文化放送（ncc） | テレビ朝日系列 | 1990年4月2日（開局時）から  |
| 熊本県   | 熊本朝日放送（KAB） | テレビ朝日系列 | 1989年10月2日（開局時）から |
| 鹿児島県 | 鹿児島放送（KKB）   | テレビ朝日系列 | 1982年10月4日（開局時）から |

朝日放送、大分朝日放送では、当番組（山口朝日放送は当番組のみ）と後継番組の『トゥナイト2』は一度も放送されなかった。